# Clarence Norman Brunsdale

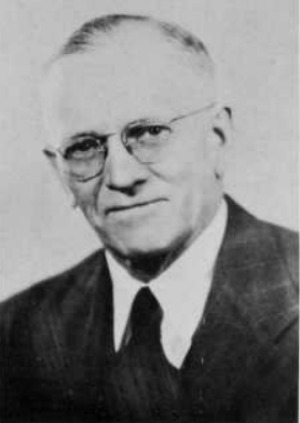
Clarence Norman Brunsdale

Clarence Norman Brunsdale, född 9 juli 1891 i Steele County, North Dakota, död 27 januari 1978 i Mayville, North Dakota, var en amerikansk republikansk politiker. Han var den 24:e guvernören i delstaten North Dakota 1951-1957. Han representerade North Dakota i USA:s senat 1959-1960.
Brunsdale utexaminerades 1913 från Luther College i Iowa. Han undervisade sedan i ekonomi i North Dakota. Han var även verksam som jordbrukare och som affärsman. Han var ledamot av delstatens senat 1927-1935 och 1940-1951. Han efterträdde 1951 Fred G. Aandahl som guvernör. Han efterträddes 1957 av John E. Davis.
Senator William Langer avled 1959 i ämbetet och Brunsdale blev utnämnd till senaten fram till fyllnadsvalet följande år. Brunsdale kandiderade inte i fyllnadsvalet och han efterträddes som senator av Quentin Northrup Burdick.
Brunsdale var lutheran av norsk härkomst. Hans grav finns på Mayville Cemetery i Mayville.